# 哈泽环形山
哈泽环形山（Hase），月球正面东南边緣上的大型撞击坑，约形成于酒海纪代，名称取自十八世纪德国数学家约翰·马蒂亚斯·哈泽（Johann Matthias Hase，1684年－1742年），由德国天文学家约翰·希罗尼穆斯·施罗特提出，国际天文联合会於1935年正式接受。

## 描述
位于月球崎岖的东南高原上，西北毗邻醒目的环壁平原培特威物斯环形山，东北接壤帕雷泽西陨石坑和帕雷泽西月谷；东邊100公里处坐落着勒让德环形山，东南为亚当斯环形山；往西相同距离则是斯内利厄斯环形山，斯内利厄斯月谷横亘在它的南面。哈泽环形山的中心月面坐标为29°22′S 62°41′E / 29.37°S 62.68°E，直径82.08公里，深2.8公里。
该环形山形成于酒海纪，在漫长存续期中受陨石及雨海盆地溅射物撞击磨损严重，邊緣已变得千疮百孔，布满大大小的撞击坑；残存的坑壁较周边地形高出1370米，内部容积约6287.32立方公里；南边覆盖着大小相当的醒目卫星坑哈泽D，二座陨坑间横贯着一道低矮的坑壁。另一座小卫星坑哈泽A位于环形山内，靠近不规则的北邊内壁；坑内其余部分地表崎岖不规则。
卫星坑哈泽D东南邊分布着一道叫哈泽月溪的直线沟系，它从哈泽环形山和哈泽D坑的西部穿过一直伸向西北方。

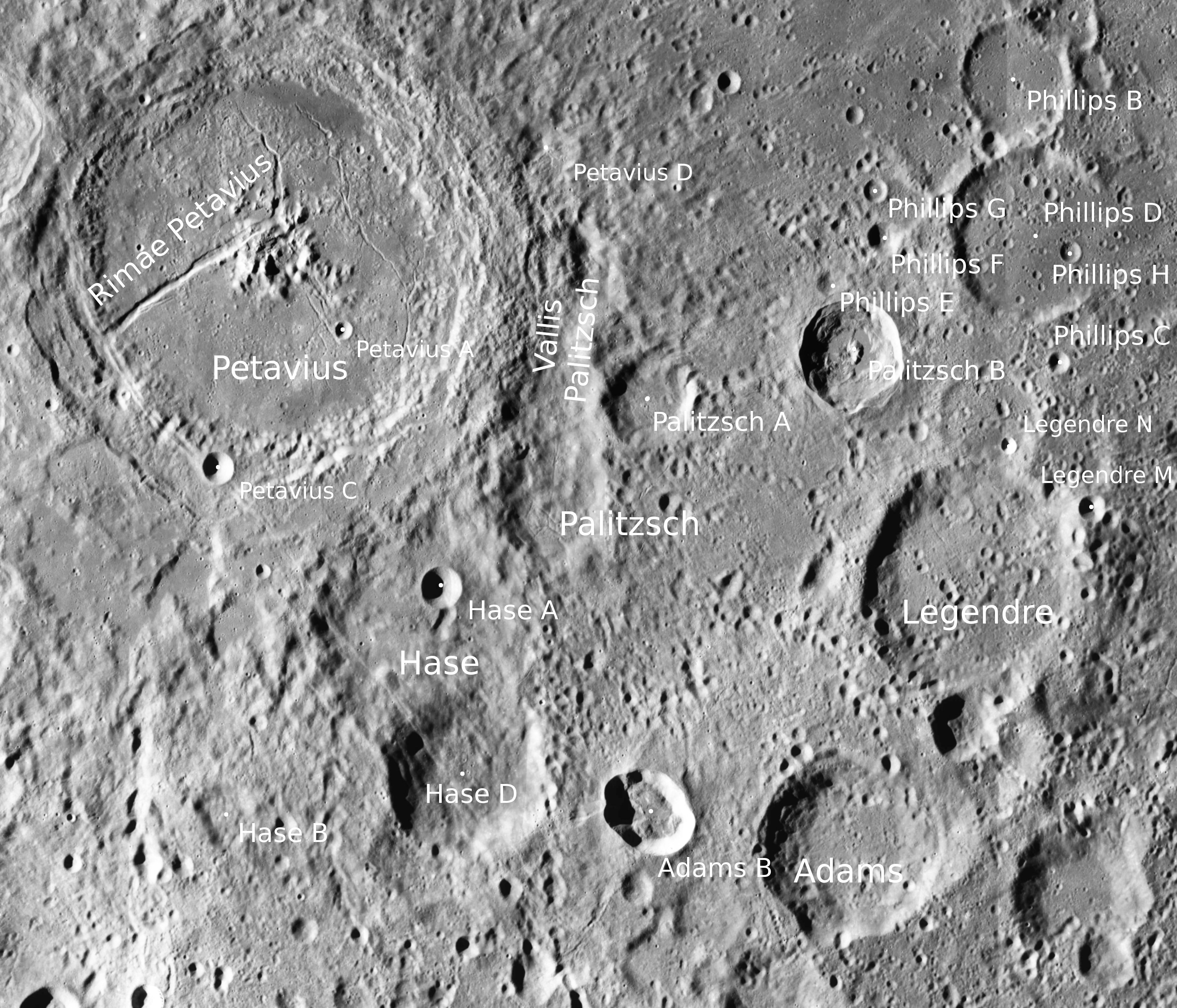
环形山周边图，哈泽环形山位于下方中左部。
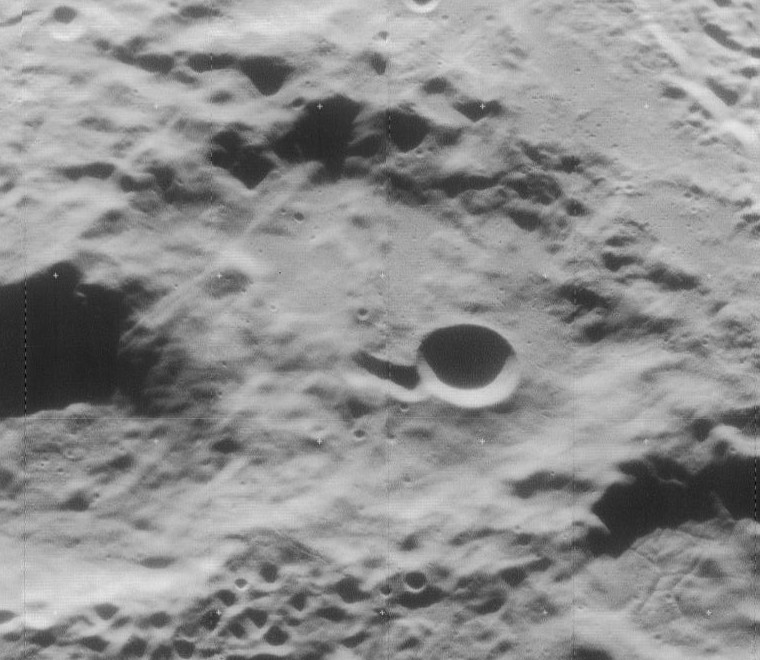
月球轨道器4号拍摄的西向斜视图

## 卫星陨石坑
按惯例，最靠近哈泽环形山的卫星坑在月图上以字母标注在该坑中心点的旁边。
| 哈泽 | 月面坐标                          | 直径，公里 |
| ---- | --------------------------------- | ---------- |
| A    | 29°04′S 62°56′E / 29.06°S 62.94°E | 15         |
| B    | 31°31′S 60°04′E / 31.51°S 60.06°E | 20         |
| D    | 31°07′S 63°18′E / 31.11°S 63.30°E | 57         |